# 環境再生・資源循環局
環境再生・資源循環局（かんきょうさいせいしげんじゅんかんきょく）は、環境省の内部部局の一つ。これまで縦割りであった廃棄物・リサイクル対策及び放射性物質汚染対策を統合し、一元的に取り組む為新設された。

## 組織
- 局長
- 次長
- 総務課
  - 循環指標情報分析官
  - 制度企画室
- 資源循環課
  - 資源循環制度推進室
  - 容器包装・プラスチック資源循環室
  - 資源循環ビジネス推進室
- 廃棄物適正処理推進課
  - 浄化槽推進室
- 廃棄物規制担当参事官
  - 越境移動情報分析官
- 環境再生担当参事官　
  - 調査官
- 復興再生利用・最終処分戦略担当参事官
- 復興再生利用・最終処分事業推進担当参事官
  - 企画官
  - 放射性物質汚染廃棄物事業企画室
  - 放射性物質汚染廃棄物事業推進室
  - 復興再生利用・最終処分規制審査企画官

## 歴代局長
| 代 | 氏名       | 在任期間                      | 前職                         | 後職                           |
| -- | ---------- | ----------------------------- | ---------------------------- | ------------------------------ |
| 1  | 縄田正     | 2017年7月16日 - 2018年7月14日 | 放射線物質汚染対処技術統括官 | 辞職                           |
| 2  | 山本昌宏   | 2018年7月14日 - 2020年7月21日 | 環境再生・資源循環局次長     | 水・大気環境局長               |
| 3  | 森山誠二   | 2020年7月21日 - 2021年7月1日  | 環境再生・資源循環局次長     | 国土交通省大臣官房付、即日辞職 |
| 4  | 室石泰弘   | 2021年7月1日 - 2022年6月30日  | 福島地方環境事務所長         | 辞職                           |
| 5  | 土居健太郎 | 2022年7月1日 - 2023年7月1日   | 環境再生・資源循環局次長     | 水・大気環境局長               |
| 6  | 前佛和秀   | 2023年7月1日 - 2024年7月1日   | 環境再生・資源循環局次長     | 国土交通省大臣官房付、即日辞職 |
| 7  | 白石隆夫   | 2024年7月1日 - 2025年7月1日   | 自然環境局長                 | 総合環境政策統括官             |
| 8  | 角倉一郎   | 2025年7月1日 -                | 環境再生・資源循環局次長     |                                |